# Kujeta

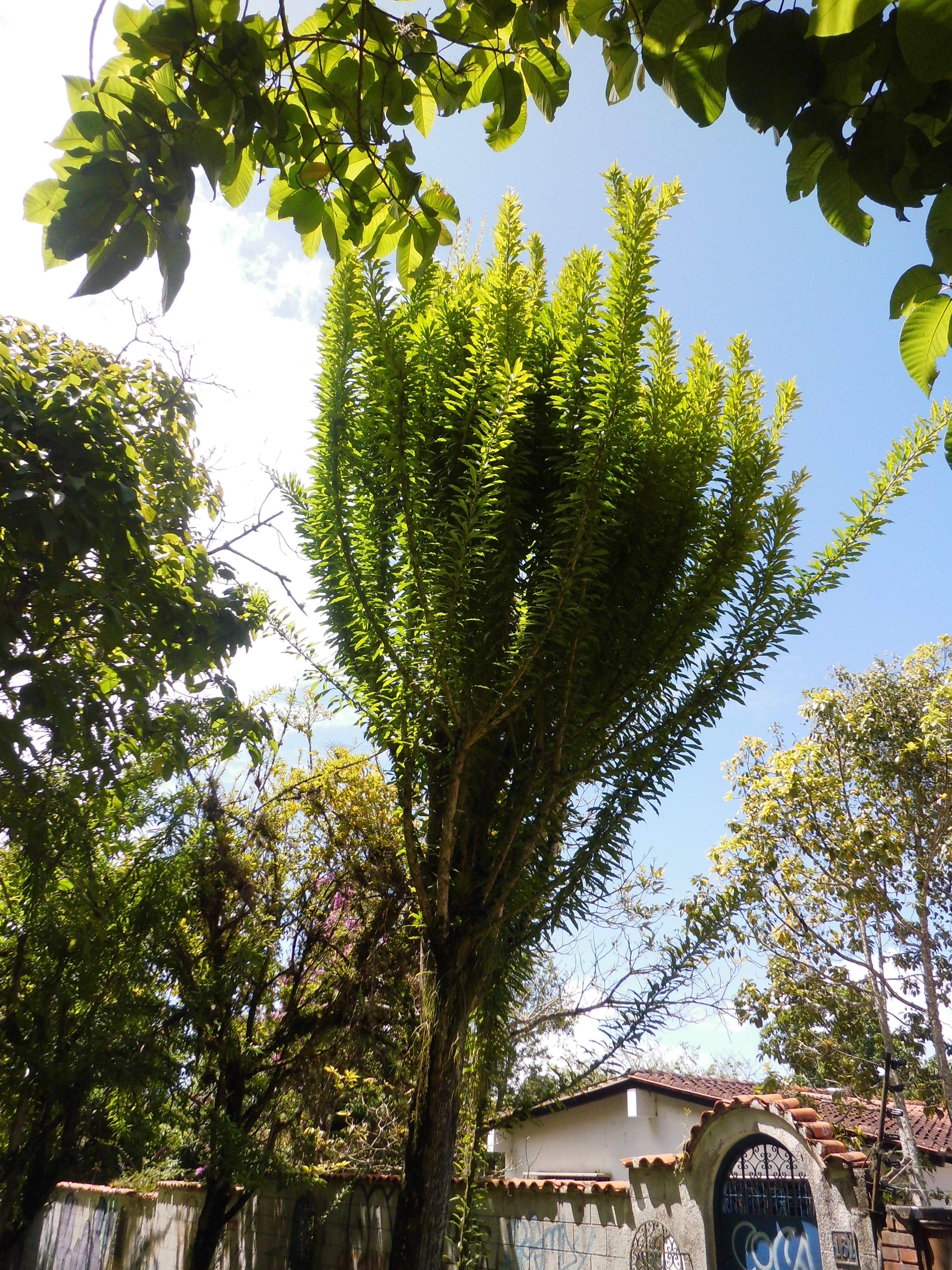
Mladá kujeta hruboplodá jako pouliční strom

Kujeta (Crescentia), česky též gira, je rod dřevin z čeledi trubačovité (Bignoniaceae). Jsou to nevysoké stromy s jednoduchými nebo trojčetnými listy a bledými zvonkovitými květy, které opylují netopýři. Na stromech jsou nejnápadnější kulovité plody, které visí přímo na kmeni a tlustých větvích. Rod zahrnuje 6 druhů a pochází z tropické Ameriky. Z tykvovitých plodů vyrábějí domorodci různé nádoby. Druhy kujeta hruboplodá a Crescentia alata jsou pěstovány v tropech celého světa jako okrasné dřeviny.

## Popis
Kujety jsou malé až středně velké stromy, obvykle se vzdušnou a jen málo větvenou korunou. Listy jsou jednoduché nebo trojlisté, nahloučené ve svazcích vyrůstajících na zkrácených větévkách. Květenství složená z 1 až 3 stopkatých květů vyrůstají z kmene a starších větví (kauliflorie). Kalich je velký, obvykle dvoupyský. Koruna je špinavě bílá nebo hnědavá, na vnitřní straně a na lalocích obvykle s hnědočervenou kresbou, široce zvonkovitá, s trojúhelníkovitými, zašpičatělými laloky. Tyčinky víceméně vyčnívají z květů. Semeník je vejcovitě eliptický a obsahuje jedinou komůrku. Plodem je velká, kulovitá, nepukavá bobule s tvrdou, dřevnatou vnější slupkou, uvnitř dužnatá. Semena jsou drobná, asi 8 mm dlouhá, zploštělá a bezkřídlá.

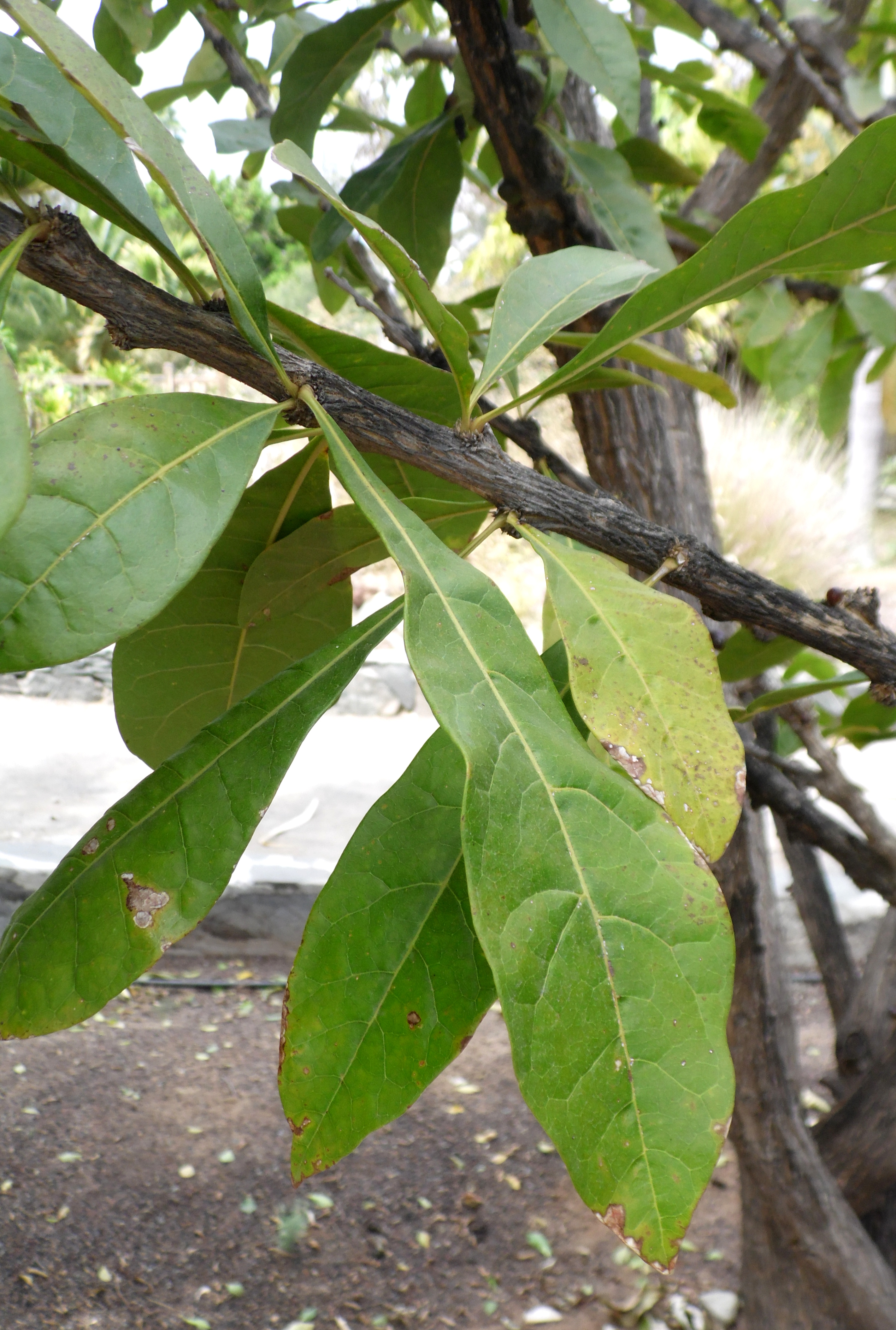
Listy kujety hruboplodé
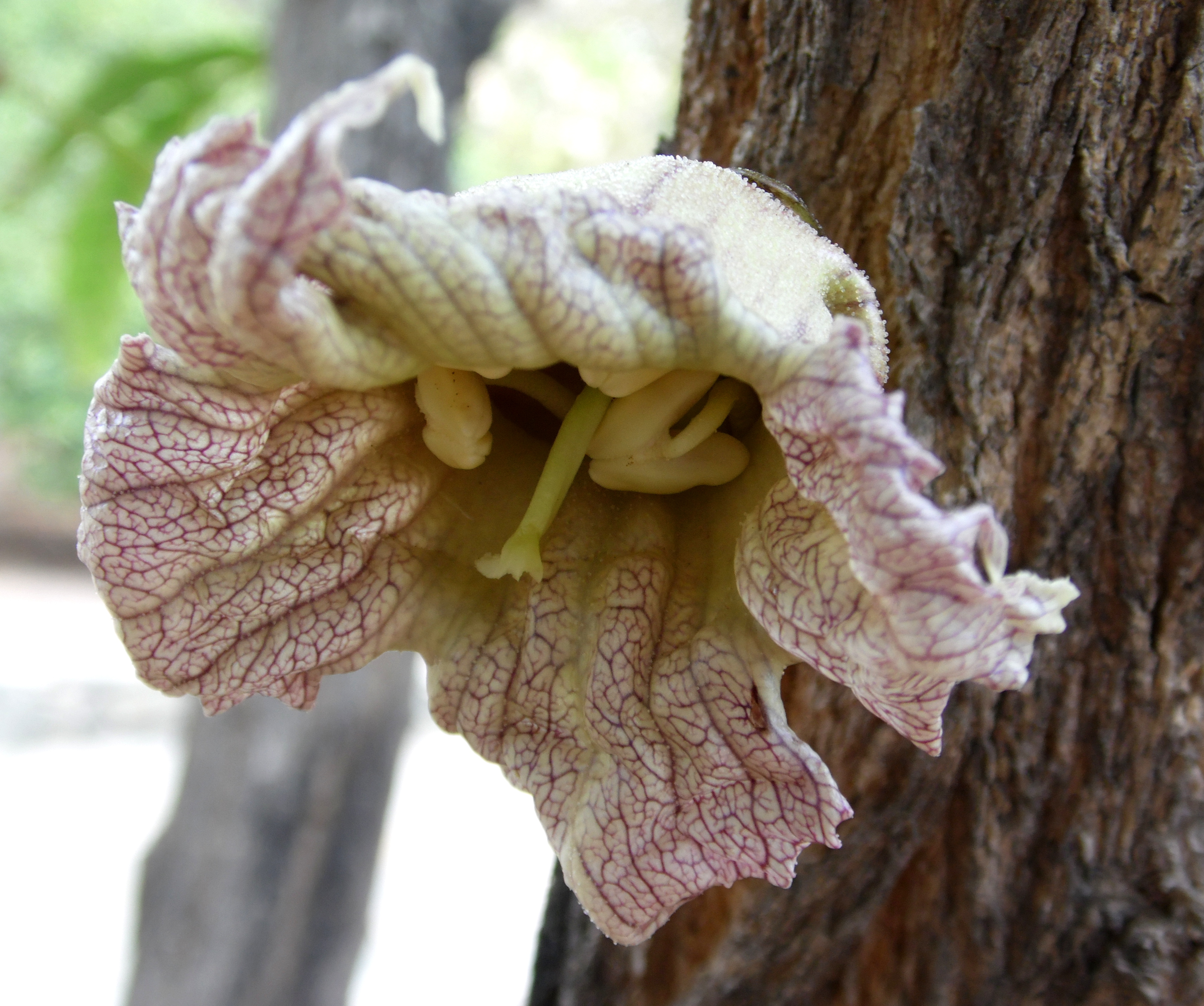
Detail květu kujety hruboplodé
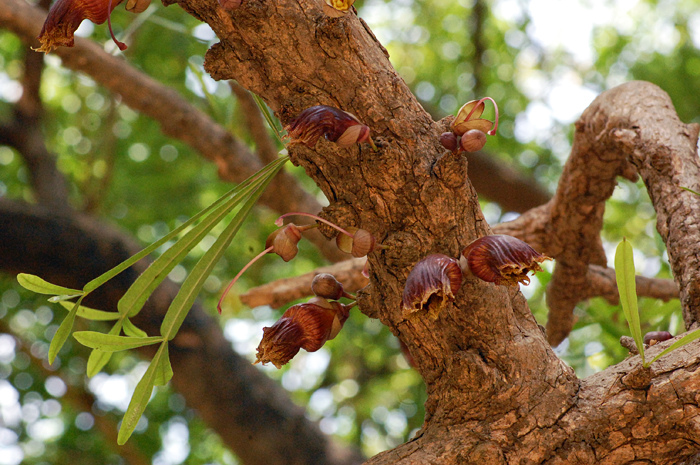
Kvetoucí Crescentia alata

## Rozšíření
Rod kujeta zahrnuje 6 druhů. Je rozšířen v tropické Americe od Mexika po Brazílii a Peru. Kujeta hruboplodá byla v tropické Americe široce pěstována již v předkolumbovské době a přesný původ tohoto druhu není znám. V současnosti je pěstována v tropech celého světa podobně jako Crescentia alata.

## Ekologické interakce
Bledé květy kujet se otevírají na noc a jsou opylovány netopýry, lákanými množstvím sladkého nektaru.
Na korkovité kůře různých druhů kujety často roste množství epifytů.

## Zástupci
- kujeta hruboplodá (Crescentia cujete)[1]

## Význam
Z dřevnatých tykvovitých plodů kujety hruboplodé i dalších druhů, např. Crescentia amazonica a C. alata, vyrábějí domorodci v tropické Americe různé nádoby na potraviny a nápoje, naběračky a podobně. Plody kujety hruboplodé dosahují velikosti až 30, výjimečně až 40 cm. Pro dosažení žádaného tvaru se plody během vývoje různě zaškrcují. Sirup z dužniny plodů C. alata i C. cujete je ve Střední Americe populární přípravek při nachlazení. Dřevo kujety hruboplodé je podobné jilmovému, používá se zejména na držadla nástrojů, jha na dobytek a součásti automobilů.